# West Indies Cricket Team in Australien in der Saison 1988/89
Die Tour des West Indies Cricket Teams nach Australien in der Saison 1988/89 fand vom 18. November bis zum 7. Februar 1988 statt. Die internationale Cricket-Tour war Bestandteil der Internationalen Cricket-Saison 1988/89 und umfasste fünf Tests. Die West Indies gewannen die Serie 3–1.

## Vorgeschichte
Die West Indies spielten zuvor bei einem Drei-Nationen-Turnier in den Vereinigten Arabischen Emiraten, für Australien war es die erste Tour der Saison.
Das letzte Aufeinandertreffen der beiden Mannschaften bei einer Tour fand in der Saison 1984/85 in Australien statt.

## Stadien
Die folgenden Stadien wurden für die Tour als Austragungsort vorgesehen.
| Stadion                  | Stadt     | Kapazität | Spiele  |
| ------------------------ | --------- | --------- | ------- |
| Adelaide Oval            | Adelaide  | 53.583    | 5. Test |
| The Gabba                | Brisbane  | 42.000    | 1. Test |
| Melbourne Cricket Ground | Melbourne | 100.024   | 3. Test |
| WACA Ground              | Perth     | 20.000    | 2. Test |
| Sydney Cricket Ground    | Sydney    | 48.000    | 4. Test |

## Kaderlisten
Die folgenden Kader wurden von den Mannschaften benannt.
| Test | Test |
| Australien | West Indies |
| --- | --- |
| - Terry Alderman - David Boon - Allan Border - Tony Dodemaide - Ian Healy - Trevor Hohns - Merv Hughes - Dean Jones - Geoff Lawson - Geoff Marsh - Greg Matthews - Tim May - Craig McDermott - Mark Taylor - Mark Taylor - Mike Veletta - Steve Waugh - Mike Whitney - Greame Wood | - Curtly Ambrose - Jeff Dujon - Gordon Greenidge - Roger Harper - Desmond Haynes - Carl Hooper - Gus Logie - Malcolm Marshall - Patrick Patterson - Viv Richards - Richie Richardson - Courtney Walsh |

## Tour Matches
| 20. – 23. Januar Scorecard | Brisbane | West Indians 316 (76.1) & 332 (98.3) | – | Queensland 240 (71.3) & 124-3 (58) |
|                            |          | Remis                                |   |                                    |

### Erster Test in Brisbane
| 18. – 21. November Scorecard | Brisbane | Australien 167 (69.3) & 289 (86.1) | – | West Indies 394 (113.4) & 63-1 (19.1) |
|                              |          | West Indies gewinnt mit 9 Wickets  |   |                                       |

### Zweiter Test in Perth
| 2. – 6. Dezember Scorecard | Perth | West Indies 449 (123.1) & 349-9d (98) | – | Australien 395-8d (100.3) & 234 (63) |
|                            |       | West Indies gewinnt mit 169 Runs      |   |                                      |

### Dritter Test in Melbourne
| 24. – 29. Dezember Scorecard | Melbourne | West Indies 280 (93.1) & 361-9d (120) | – | Australien 242 (94.3) & 114 (57.1) |
|                              |           | West Indies gewinnt mit 285 Runs      |   |                                    |

### Vierter Test in Sydney
| 26. – 30. Januar Scorecard | Sydney | West Indies 224 (99.2) & 256 (104.4) | – | Australien 401 (191.5) & 82-3 (35.3) |
|                            |        | Australien gewinnt mit 7 Wickets     |   |                                      |

### Fünfter Test in Adelaide
| 3. – 7. Februar Scorecard | Adelaide | Australien 515 (140.5) & 224-4d (75) | – | West Indies 369 (121.4) & 233-4 (81) |
|                           |          | Remis                                |   |                                      |